# Johan Christian Bodendick
Johan Christian Bodendick, född 1735 i Eckernförde, död 20 maj 1818, var en dansk kirurg.
Efter att ha studerat kirurgi, främst i Köpenhamn, dels på Theatrum anatomico-chirurgicum, dels som prosektor hos Georg Heuermann, blev han läkare hos grevinnan Danneskjold och var 1776–1810 kammartjänare och livkirurg hos kronprinsen. På denna post spelade han en mycket stor roll for kirurgins utveckling i Danmark, då det var främst hans förtjänst, att de mest framstående kirurgerna lyckades förhindra, att Theatrum anatomico-chirurgicum uppgick i Köpenhamns universitet, då de genomdrev, att det 1785 inrättades en självständig kirurgisk akademi. Da han drog sig tillbaka från sin tjänst som livkirurg 1810, blev han etatsråd. Han sägs ha varit en mycket älskvärd och anspråkslös man, då han till exempel inte ville ta emot hela den betydande pension, som erbjöds honom vid hans avsked. Han visade stor kärlek till sin "kære datter", Det Kongelige Kirurgiske Akademi, som innehar ett porträtt och en byst av honom.